# ترینمویزل
ترینمویزل (به آلمانی: Trainmeusel) یک منطقهٔ مسکونی در آلمان است که در Wiesenttal واقع شده‌است. ترینمویزل ۴۴۵ متر بالاتر از سطح دریا واقع شده‌است.